# Ана Беатріс Корреа
Ана Беатріс Сілва Корреа (порт. Ana Beatriz Silva Correa; 7 лютого 1992) — бразильська волейболістка, центральний блокуючий. Віцечемпіонка Олімпійських ігор у Токіо і фіналістка двох розіграшів Ліги націй. Дворазова чемпіонка Південної Америки і переможниця Всесвітнього гран-прі.

## Клуби
| Роки      | Команди                        |
| --------- | ------------------------------ |
| 2008—2009 | «Озаску»                       |
| 2009—2011 | «Дентіл-Прая» (Уберландія)     |
| 2011—2012 | «Озаску»                       |
| 2012—2016 | «Сесі» (Сан-Паулу)             |
| 2016—2018 | «Озаску»                       |
| 2018—2019 | «Сеск» (Ріо-де-Жанейро)        |
| 2019—2021 | «Озаску»                       |
| 2021—2022 | «Савіно Дель Бене» (Скандіччі) |
| 2022—2023 | «Кузейбору» (А)                |
| 2023—2024 | «Рома» (Рим)                   |
| 2024—2025 | «Сесі» (Бауру)                 |
| 2024—     | «Медісон»                      |

## Досягнення
Клубний чемпіонат світу
- Третє місце (): 2011, 2014

Клубний чемпіонат Південної Америки
- Перше місце (3): 2009, 2011, 2014

Кубок виклику ЄКВ
- Перше місце (1): 2022

Чемпіонат Бразилії
- Перше місце (1): 2012
- Третє місце (): 2009, 2014, 2017
- Третє місце (): 2015, 2021

Особисті
- Чемпіонат світу 2009 (U18) — «Найкращий центральний блокувальник»
- Всесвітнє гран-прі 2017 — «Найкращий центральний блокувальник»
- Чемпіонат Бразилії 2017–18 — «Найкращий центральний блокувальник»
- Ліга націй 2019 — «Найкращий центральний блокувальник»
- Чемпіонат Південної Америки 2019 — «Найкращий центральний блокувальник»

## Статистика
Статистика виступів на Олімпійських іграх і чемпіонатах світу:
| Рік    | Турнір           | Ігри | Сети | Очки | Ср.  | Місце | Примітки |
| ------ | ---------------- | ---- | ---- | ---- | ---- | ----- | -------- |
| 2018   | Чемпіонат світу  | 9    | 32   | 61   | ,    | 7     |          |
| 2021   | Олімпійські ігри | 2    | 3    | 5    | 1,67 | 2     |          |
| Всього | Всього           |      |      |      | ,    |       |          |